# Islam en Biélorussie

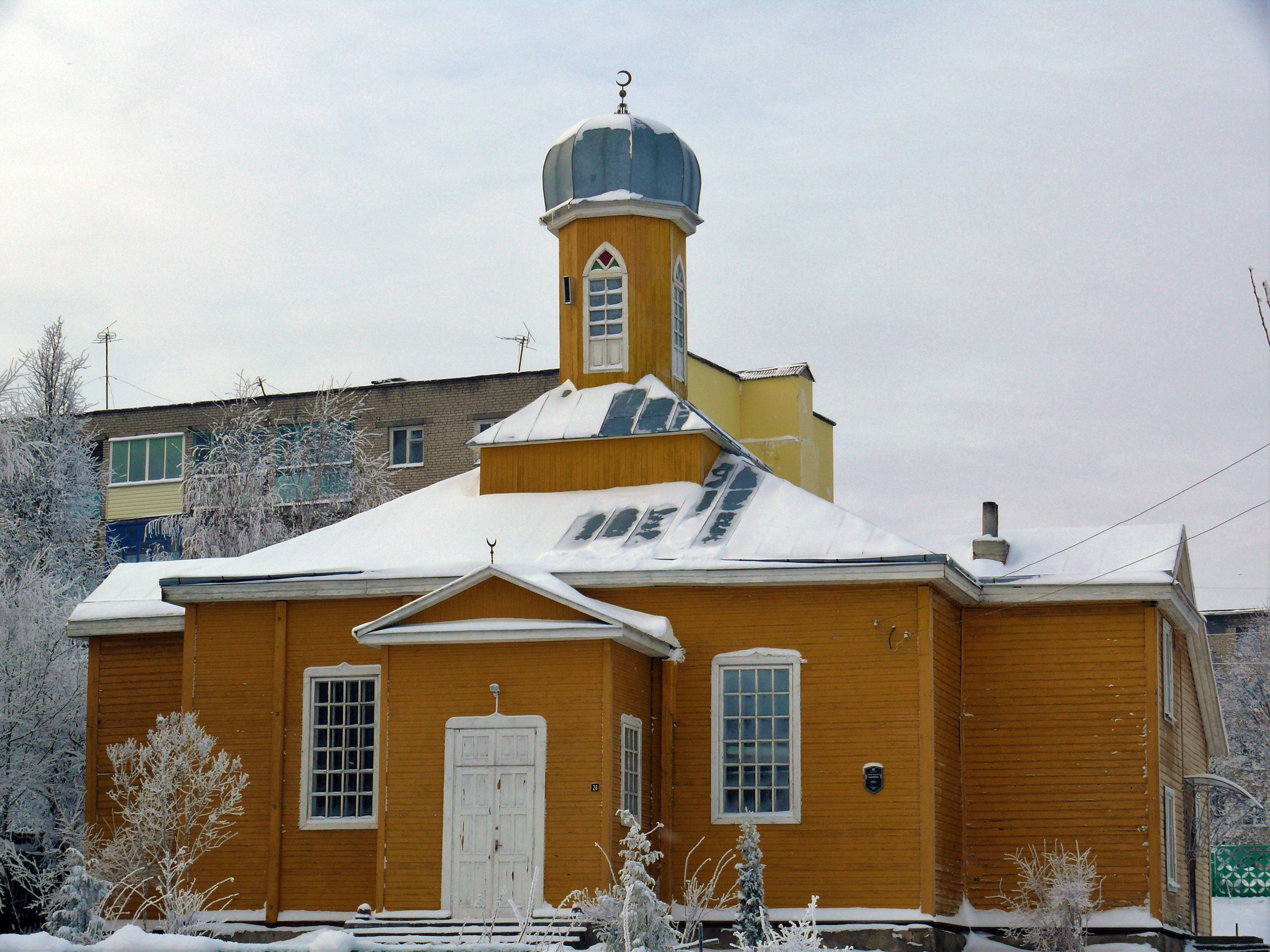
Une mosquée à Navahroudak.

L'islam est une religion minoritaire en Biélorussie. Introduite sur le territoire de l'actuelle Biélorussie par les Tatars baltiques entre le XIVe et le XVIe siècle du calendrier julien, la communauté musulmane du pays compte aujourd'hui un certain nombre d'immigrés de différentes origines : azerbaïdjanaise, kazakhstanaise, ouzbèke, tadjike, turkmène, turque etc. Lors du recensement de 2009 (en), environ 30 000 habitants de la Biélorussie (soit près de 0,3 % de la population nationale) se sont déclarés musulmans. Selon d'autres sources, le nombre de musulmans dans le pays était de 45 000 (dont 12 500 Tatars autochtones) en 2007 ou encore d'environ 100 000 en 2018. 

## Histoire
La première période d'expansion de l'islam sur le territoire de la Biélorussie contemporaine remonte au XIVe siècle et au XVIe siècle du calendrier julien. À cette époque, plusieurs princes du grand-duché de Lituanie ont invité les Tatars de Crimée et de la Horde d'or à venir s'installer en nombre sur leurs territoires afin de faire office de gardes-frontières, leur aisance au combat étant alors très prisé. En fait, les Tatars avaient commencer à se tourner vers des activités plus "sédentaires" dès le XIVe siècle. À la fin du XVIe siècle, plus de 100 000 Tatars sont implantés dans l'actuelle Biélorussie, en Lituanie et dans le nord-est de la Pologne. Parmi eux, on compte des gardes sous contrat comme mentionné précédemment, des immigrés volontaires et des prisonniers de guerre. Ces Tatars formaient le groupe ethno-territorial des Tatars polono-lituaniens. Au début et au milieu du XIXe siècle du calendrier grégorien, une partie d'entre eux a émigré vers l'Empire ottoman à la suite de rumeurs de baptême forcé des nouveau-nés tatars.  

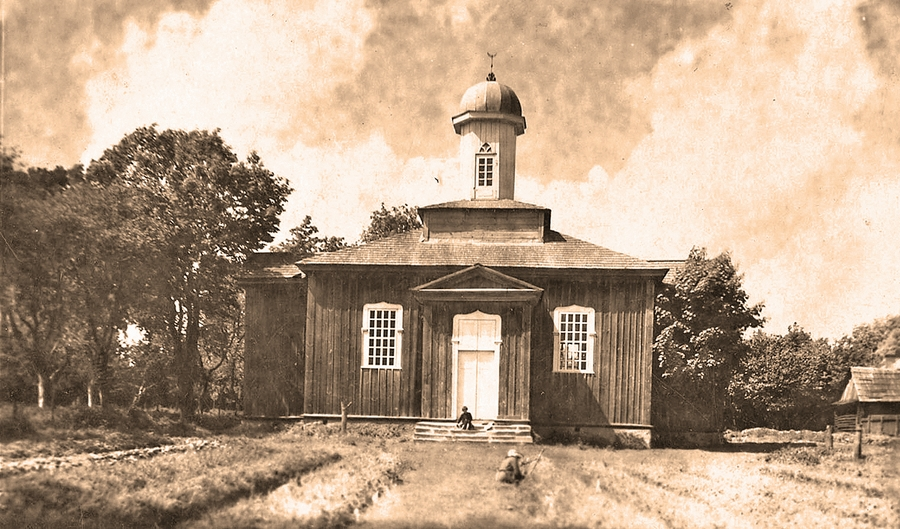
La deuxième (construite au milieu du XIXe siècle), photographiée en 1931, pendant l'entre-deux-guerres.

Les Tatars professent le rite hanafite de l'islam sunnite. Les mariages interethniques (en) avec les Biélorusses, les Polonais, les Lituaniens et les Russes étaient courants, mais ils n’ont pas pour autant conduit à une assimilation totale du peuple tatar.   
Issus de divers groupes ethniques, les Tatars ont abandonné leur langue maternelle et se sont mis à parler biélorusse, polonais ou russe. L'arabe restait cependant d'usage dans leurs pratiques religieuses (salat, khotba etc.). En 1858, un essai de traduction du Coran en polonais fut publiée pour les Tatars des provinces occidentales de l'Empire russe. Ce dernier était le plus répandu parmi les Tatars des provinces biélorusses qui en obtinrent un nouveau, cette fois-ci en russe, en 1907. 

### XXesiècle
Pendant la guerre civile russe, des musulmans biélorusses cachèrent des Juifs afin qu'ils échappent aux pogroms (voir Histoire des Juifs en Biélorussie). On sait que le mollah d’Ouzda dissimula des Juifs à l'armée polonaise, en les planquant dans sa cave, le 12 juillet 1920. Ce jour-là, les Polonais trouvèrent au domicile du mollah R. S. Marchak, un Juif qui leur échappa en se faisant passé pour un Tatar (ces évènements furent confirmés par les résidents de la maison du mollah).

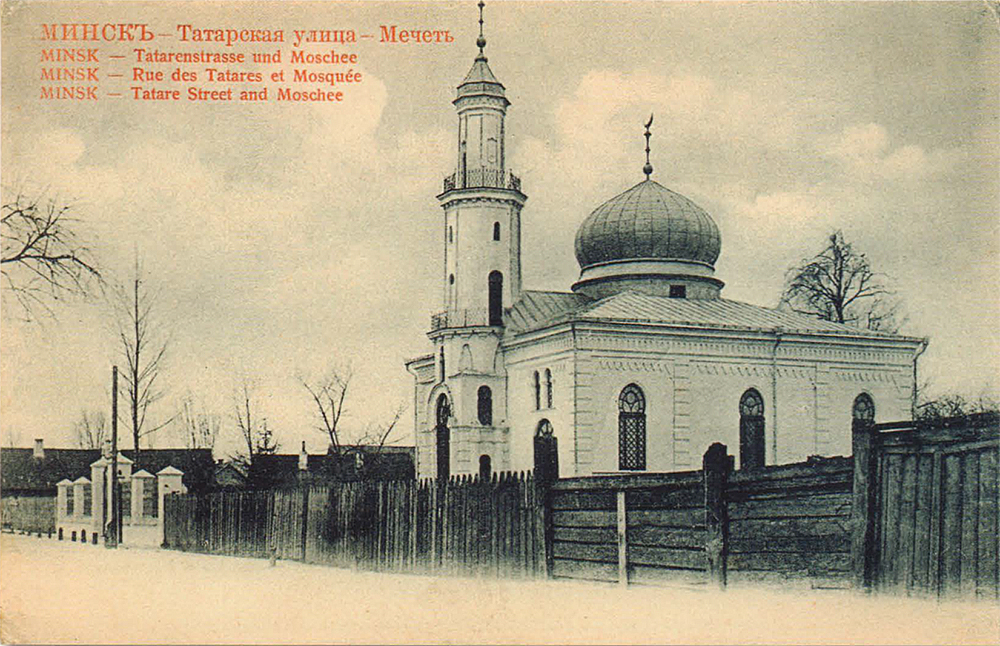
La mosquée en pierres de Minsk, édifiée entre 1900 et 1902 et démolie en 1962.

Dans la RSS de Biélorussie, les musulmans pratiquants étaient réprimés. En 1935, les Soviétiques commencèrent à fermer et à détruire certaines mosquées. Le mollah d’Ouzda et sa famille furent exilés de force dans le nord de l'URSS. Quant au mollah et au muezzin de Smilavitchy, ils furent assassinés, tués par balle par les communistes. En 1936, les autorités soviétiques réquisitionnèrent la mosquée de Minsk (be) et la transformèrent en entrepôt de produits alimentaires. La mosquée reprit ses activités pendant l'occupation allemande de la Biélorussie,, mais fut de nouveau fermée en 1949 avant d'être détruite et remplacée par un hôtel (le Jubiliejnaja (be))) en 1962 durant la virulente campagne antireligieuse de Khrouchtchev (en). 
De nombreux Tatars, y compris des a'immah comme Bekir Radkiewicz (pl), quittèrent la RSSB pour la Pologne entre 1944 et 1946, rendant difficile l'enregistrement des communautés religieuses auprès du bureau du commissaire du Conseil pour les affaires des cultes (placé sous le contrôle du Conseil des commissaires du peuple de l’URSS). À cette époque, la communauté d'Iwie devient la plus grande communauté musulmane enregistrée au sein de la RSSB. Dans les années 1950, les musulmans d'Iwie observent les sacrifices rituels (Qarabine (en)) le jour de l'Aïd al-Adha et chôment le vendredi. Après la dissolution de la communauté de Kletsk en 1960, la communauté d'Iwie devient la seule communauté musulmane enregistrée auprès des autorités communistes sur tout le territoire de la RSSB. De nombreuses communautés musulmanes continuèrent cependant d'exister dans la clandestinité, célébrant l'Aïd el-Fitr et l'Aïd al-Adha en privé, dans des maisons et des cimetières,.  

## Situation actuelle

### Organisation de la communauté musulmane de Biélorussie
Le premier Congrès musulman pan-biélorusse est organisé en 1994 et dote la communauté musulmane du pays d'une institution représentative : l'Union religieuse musulmane de Biélorussie. Son conseil d'administration est présidé par le mufti Ismaïl Aleksandrovitch (pl) (fils de Mostafa Iossifovitch Aleksandrovitch qui fut l'imam de Kletsk de 1939 à 1953) puis par Abu Bekir Chabanovitch (be) qui prend sa succession en 2005 à l'occasion du 6e Congrès extraordinaire de l'association. 
En 1997, il y avait 23 communautés religieuses musulmanes dans le pays (dont 19 dans les régions occidentales). Ce nombre était passé à 27 à la mi-2002 et à 30 en 2007. 
En 2016, la Biélorussie comptait 25 communautés religieuses musulmanes (24 sunnites et une chiite). 

### Positionnement de l'État biélorusse par rapport à l'islam

#### Interdiction du culte ahmadiste
Le gouvernement biélorusse interdit aux ahmadistes (une secte considérée comme mécréante par les ouléma musulmans, qu'ils soient sunnites ou chiites, et par certains États comme le Pakistan) de pratiquer ouvertement leur culte en leur octroyant un statut analogue à celui de quinze autres groupuscules religieux interdits dans le pays. Dans l'impossibilité d'obtenir un enregistrement officiel auprès des autorités biélorusses, les ahmadistes, qui sont une trentaine dans le pays (dont 13 Biélorusses), ne peuvent pas importer ou distribuer de littérature, se rassembler pour des prières ou des réunions et disposer d'un représentant officiel.  

#### Condamnation des caricatures du Prophète
Le 18 février 2006, l'hebdomadaire indépendant biélorusse Zgoda prend la décision d'imprimer douze des caricatures de Mahomet du journal Jyllands-Posten. Le 22 février 2006, son rédacteur en chef adjoint Alexandre Sdvijkov s'en justifie en déclarant à l'Associated Press : « Nous avons fait ce qu’il fallait en dénonçant l’hystérie islamique ». De son côté, le ministère des Affaires étrangères (dirigé à l'époque par Sergueï Martynov) condamne fermement la publication et affirme sur son site web que « la publication a un caractère clairement provocateur... et contredit complètement la politique des fonctionnaires biélorusses » et que « le ministère des Affaires étrangères condamne fermement toute action intentionnelle qui peut conduire à l’incitation à la haine religieuse et à la propagation de l’hostilité et de la méfiance entre les communautés ethniques et religieuses vivant en Biélorussie ». En mars 2006, Zgoda est interdit de publication par la justice biélorusse et Alexandre Sdvijkov est contraint de s'exiler en Russie. À son retour au pays en novembre 2007, il est immédiatement arrêté et, le 18 janvier 2008, un tribunal le condamne à trois ans de prison ferme pour « incitation à la haine religieuse »,.  Incarcéré dans une prison du ministère des Affaires intérieures (en), d'où il ne peut pas communiquer avec l'extérieur et sans date fixée pour faire appel, il est finalement libéré le 22 février 2008 sur décision de la Cour suprême de Biélorussie qui a revu sa peine à la baisse (la faisant passer de trois ans à trois mois d'emprisonnement, auxquels sont soustraits le mois déjà purgé de la peine précédente et les deux mois passés en détention provisoire).

## Mosquées
La construction de mosquées sur le territoire de l'actuelle Biélorussie remonte au XIVe et au XVe siècle du calendrier julien. 
En 1946, il restait 13 mosquées dans toute la RSS de Biélorussie (précédemment, 3 autres mosquées avaient été détruites pendant la Grande Guerre patriotique). 
Selon les informations du Commissariat aux Affaires religieuses et ethniques du Conseil des ministres de la république de Biélorussie, les musulmans du pays disposeraient aujourd'hui de 9 lieux de culte (6 mosquées et 3 salles de prière) reparties dans différentes villes :  Minsk, Smilavitchy, Homiel, Iwie, Slonim, Navahroudak, Kletsk et Vidzy. Les mosquées actuelles de Slonim et de Smilavitchy datent respectivement de 1994 et 1996. Celle de Navahroudak a quant à elle ouvert ses portes le 11 juillet 1997 lors d'une cérémonie commémorant le six-centième anniversaire de l'arrivée des Tatars dans le pays. Dans les faits, il s'agit de la troisième mosquée de Navahroudak (en), la première ayant été édifiée dans les années 1790 sur autorisation de Stanislas II et la seconde au début des années 1850 sur les fonds du major Alexander Asanovitch, avant d'être partiellement détruite (son minaret et sa tour étant abattus) et reconvertie en logements pour Pionniers en 1948. La mosquée de Minsk (be) connaît un sort similaire l'année suivante, puisqu'elle est réquisitionné par l'État au profit de la DOSAAF, ce qui irrite les musulmans de la capitale qui, pour 163 d'entre eux, pétitionnèrent directement auprès de Joseph Staline afin qu'elle leur soit restituée. Mais rien n'y fait et, 13 années plus tard, le bâtiment est détruit dans le cadre d'une campagne antithéiste (en), avant d'être remplacé par un hôtel (le Jubiliejnaja (be)) quelques années plus tard. Cette action laisse les musulmans de la capitale sans mosquée pendant des décennies. 
En 2014, la Turquie reconstruit la mosquée. Le lieu de culte est inauguré le 11 novembre 2016 par le président Erdogan.